# Vuelo 1812 de Siberia Airlines
El vuelo 1812 de Siberia Airlines, efectuado el 4 de octubre de 2001 por un avión Tupolev 154 de 11 años, cubría el trayecto entre Tel Aviv (Israel) y Novosibirsk en Siberia, Rusia.  Fue derribado cuando volaba a 11 000 metros de altura, sobre la región del Mar Negro,  cerca de la península de Crimea, falleciendo todos los pasajeros y la tripulación, alrededor de 78 personas, muchos de ellos israelíes. La causa del accidente fue un misil antiaéreo S-200 lanzado por error por las fuerzas Armadas de Ucrania durante unas maniobras militares en la península de Crimea.

## Historia
El vuelo 1812 partió de Tel Aviv con destino a Novosibirsk. Avanzó a una altitud de 36 000 pies (11 000 m) sobre el Mar Negro cuando el centro de control terrestre ruso en Sochi repentinamente perdió contacto con el avión. Poco después, el piloto de un avión armenio que cruzaba el mar cercano informó haber visto explotar al avión ruso antes de estrellarse contra el mar alrededor de las 13:45 hora de Moscú (09:45 GMT). La mayoría de los pasajeros eran israelíes que visitaban a sus familiares en Rusia. Nadie a bordo sobrevivió. En Israel se instituyó un día de luto nacional con un momento de silencio, banderas a media asta y escuelas impartiendo lecciones especiales sobre la tragedia. Se construyó un monumento a las víctimas en el bosque de Ben Shemen en Israel. 
Ocurriendo menos de un mes después de los ataques del 11 de septiembre en los Estados Unidos, los funcionarios rusos sospecharon inicialmente que el accidente fue un acto de terrorismo , y negaron los informes estadounidenses de que fue causado por un misil S-200. Más tarde, el Comité Interestatal de Aviación con sede en Moscú dictaminó que el accidente fue causado por un ataque accidental con un misil S-200 ucraniano durante los ejercicios de entrenamiento militar realizados frente al Cabo Opuk en Crimea.
Las evaluaciones privadas iniciales realizadas por oficiales militares estadounidenses determinaron que el accidente fue causado por un misil S-200 que había sobrepasado su dron objetivo, que había sido destruido con éxito por un S-300 disparado al mismo tiempo, y en lugar de autodestruirse, bloqueó en el avión de pasajeros a unos 250 kilómetros (160 millas) más lejos y detonó a 15 metros (50 pies) sobre el avión. 
Los funcionarios rusos rechazaron la afirmación estadounidense como "indigna de atención", y el presidente ruso, Vladímir Putin , dijo a la prensa al día siguiente que "las armas utilizadas en esos ejercicios tenían tales características que les imposibilitan llegar al corredor aéreo a través de que se movía el avión".  Oficiales militares ucranianos inicialmente negaron que su misil hubiera derribado el avión; informaron que el S-200 había sido lanzado hacia el mar y se había autodestruido con éxito. El portavoz del Ministerio de Defensa, Konstantin Khivrenko, señaló que "ni la dirección ni el alcance (de los misiles) corresponden al punto práctico o teórico en el que explotó el avión". 
Sin embargo, algunos funcionarios ucranianos admitieron más tarde que su ejército probablemente había derribado el avión. Los funcionarios ucranianos especularon que la interferencia del agua hizo que el misil se desviara de su curso. Según los informes, Ucrania prohibió las pruebas de Buk, S-300 y sistemas de misiles similares durante un período de siete años después de este incidente. 
El 7 de octubre de 2001, se informó que se pensaba que el fuselaje principal de la aeronave, que se creía que contenía la grabadora de caja negra, estaba a una profundidad de 1000 metros (3300 pies), que era demasiado profunda para que los buzos la recuperaran.

## Pagos de compensación

### Ciudadanos israelíes
El 20 de noviembre de 2003, se firmó un acuerdo de compensación ex gratia entre los gobiernos de Ucrania e Israel. Posteriormente fue ratificado por los familiares de las víctimas. Además de las cuestiones de compensación, el acuerdo establecía que "Ucrania no es legalmente responsable por el accidente que le ocurrió al avión y está libre de cualquier obligación al respecto". Al comentar sobre el acuerdo, el general Oleksandr Kuz'muk, el exministro de defensa que perdió su trabajo después del accidente, dijo a los medios que "los pagos fueron una acción humana, no la admisión de culpabilidad".

### Ciudadanos rusos
Ucrania acordó pagar a las familias de cada una de las 38 víctimas rusas la suma de 200 000 dólares, la misma cantidad que había pagado a las familias de las 40 víctimas israelíes. El acuerdo fue ratificado por el parlamento ruso en mayo de 2004 y el presidente Vladímir Putin lo convirtió en ley en junio de 2004.

## Reclamos de compensación adicionales

### Tribunal local de Pechersk
Algunos familiares de las víctimas del accidente se negaron a aceptar la compensación ofrecida por Ucrania. Presentaron una demanda civil contra el gobierno ucraniano ante el tribunal local de Pechers'ky en Kiev . Durante las audiencias judiciales, los representantes del Ministerio de Defensa de Ucrania declararon que el avión "no pudo ser derribado por un misil ucraniano" según el examen forense de los escombros del avión, la información de radar y las capacidades técnicas de los misiles. También argumentaron que el amigo o enemigo de identificación hecho por los soviético, sistema del misil en cuestión habría impedido que golpeara el avión de pasajeros de fabricación soviética. El abogado que representaba a los demandantes argumentó que la culpa del gobierno ucraniano estaba efectivamente probada por el hecho de que había negociado las indemnizaciones para los familiares de las víctimas israelíes.

### Apelaciones en los tribunales
El 22 de agosto de 2007, un tribunal de apelaciones de Kiev desestimó la demanda de los familiares de las víctimas contra el Ministerio de Defensa y dictaminó que el ejército de Ucrania no tenía responsabilidad por el accidente. La decisión judicial entra en conflicto con el informe del grupo IAC que había investigado el accidente en nombre de Rusia.

### Demanda de Siberian Airlines
Entre 2003 y 2005, el gobierno ucraniano pagó $15,6 millones en compensación a los familiares de las víctimas. En 2004, Siberian Airlines presentó una demanda contra el Ministerio de Defensa de Ucrania y la Tesorería del Estado de Ucrania en un tribunal de Kiev, en busca de una compensación de más de 15,3 millones de dólares por la pérdida del avión. Sin embargo, en septiembre de 2011, el Tribunal Comercial Interregional de Apelación de Kiev rechazó una reclamación de compensación de Siberian Airlines. Una apelación ante el Tribunal Económico de Apelaciones de Kiev fue rechazada en mayo de 2012. El fallo fue confirmado en diciembre de 2012 por el Tribunal Comercial Supremo de Ucrania. A partir de enero de 2013, los procedimientos judiciales continuaron, pero fueron interrumpidos por la Protestas de Maidan.

### Servicios conmemorativos
Los servicios conmemorativos se llevaron a cabo en Tel-Aviv, Sochi y Novosibirsk.